# FOSDEM

로고

FOSDEM(Free and Open source Software Developers' European Meeting, 자유-오픈 소스 소프트웨어 개발자 유럽 회의)은 자유-오픈 소스 소프트웨어 개발에 초점을 둔 비영리 유럽 행사이다. 개발자, 그리고 자유-오픈 소스 소프트웨어 운동에 관심이 있는 모든 사람이 대상이다. 개발자들이 자유-오픈 소스 소프트웨어의 의식 및 이용을 제고하고 충족시키는 것이 목적이다.
FOSDEM은 한 해에 한 번 벨기에 브뤼셀의 남부 브뤼셀 자유 대학교 Solbosch 캠퍼스에서 보통 2월 첫째주 주말에 열린다.

## 역사
FOSDEM은 2000년에 시작되었으며 당시 명칭은 Open Source Developers of Europe Meeting(OSDEM)였다 (Raphael Bauduin 주관). Bauduin은 오픈 소스 공동체에 적절히 기여할 인재가 부족하다고 생각했으므로 브뤼셀에서 유럽 행사를 시작함으로써 기여하길 바랐다. Bauduin은 Damien Sandras과 팀을 꾸렸다. 이 팀은 행사를 반복했다. FOSDEM의 F가 리처드 스톨먼의 요청에 의해 추가되었다.

## FSF 어워드
자유 소프트웨어 재단의 FSF 자유 소프트웨어상 세러모니가 2002년부터 2006년까지 FOSDEM에서 개최되었다.(수상의 경우 2001년부터 2005년)